# Некрашевич, Илья Григорьевич
Илья Григорьевич Некрашевич (2 [15] августа 1905, Мозырь, Минская губерния — 18 ноября 1993) — белорусский физик, заслуженный деятель науки БССР, профессор БГУ.

## Биография
Родился 2 августа 1905 года в Мозыре в семье рабочего. После обучения в средней школе работал в Мозыре помощником электромонтера на электростанции. Окончил физико-математическое отделение педагогического факультета Белорусского госуниверситета (1923—1927) и целевую аспирантуру МГУ (1928—1931), одновременно получил диплом выпускника МГУ по специальности «радиофизика».
С 1931 года в БГУ: ассистент, доцент, с 1937 заведующий кафедрой общей физики.
С 1931 по 1937 год по совместительству старший научный сотрудник физико-технического института АН БССР.
В 1938 году защитил кандидатскую диссертацию.
В довоенный период выполнил научные исследования по физике сверхвысоких частот, по физике полупроводников и по изучению явлений в точечных контактах металл-полупроводник. Обнаружил и изучил инверсию выпрямления полупроводниковых детекторов.
С июля 1941 г. член подпольной группы в оккупированном немцами Минске. С октября 1943 г. боец партизанского отряда 2-й Минской краснопартизанской бригады.
С июня 1944 доцент, с 1945 заведующий кафедрой общей физики БГУ (с 1953 кафедра экспериментальной и общей физики, кафедра экспериментальной физики и физической электроники (1955), кафедра радиотехники и физической электроники (1967). С 1948 г. по совместительству заведующий лабораторией электрофизики физико-технического института АН БССР (до 1957, затем её научный руководитель).
В 1980 году передал заведование кафедрой своему ученику Лабуде А. А., оставаясь профессором, а затем профессором-консультантом этой кафедры до конца своей жизни.
Профессор (1960). Автор научных работ в области физики плазмы.

## Награды, премии, почётные звания
Заслуженный деятель науки Белорусской ССР (1972).
В 1961 году награждён орденом Ленина, за участие в партизанском движении — орденом Отечественной войны 2-й степени (6.4.1985), медалью «Партизану Отечественной войны» 1 степени, юбилейными наградами.

## Труды
Публикации:
- Плазма — четвертое состояние вещества. — Минск : [б. и.], 1960. — 32 с. — (Серия естественнонаучная / О-во по распространению полит. и науч. знаний БССР; № 19).
- Материалы по вопросам методики преподавания физики в высшей школе : [Сб. статей] / Могилев. машиностроит. ин-т; [Редкол.: И. Г. Некрашевич и др.]. — Могилев : б. и., 1979. — 66 с.
- Микроэлектроника и перспективы ее развития : (Материал в помощь лектору) / Н. Ф. Кунин, д-р физ.-мат. наук И. Г. Некрашевич, проф. ; Правл. о-ва «Знание» БССР. — Минск : [б. и.], 1968. — 22 с.
- Взаимодействие плазмы с поверхностью : Тез. докл. науч. семинара (г. Минск, 15-16 нояб. 1979 г.) / Редкол.: И. Г. Некрашевич и др.]. — М. : БелНИИНТИ, 1979. — 47 с.
- Сборник методических рекомендаций по вопросам преподавания физики в высшей школе / М-во высш. и сред. спец. образования БССР, Респ. межвуз. метод. об-ние по физике, Витеб. гос. пед. ин-т им. С. М. Кирова; [Редкол.: И. Г. Некрашевич и др.]. — Витебск : Витеб. ГПИ, 1982. — 131 с.